# Barrage de Soulages
Pour les articles homonymes, voir Soulage.
Le barrage de Soulages est construit sur le Gier à la sortie de la ville de Saint-Chamond (Loire), et utilisé pour la production d'eau potable. Il se démarque des autres barrages du sud du département par son architecture, un barrage à voûtes multiples et contreforts en béton et non un barrage-poids comme la plupart des autres constructions de l'ensemble hydraulique stéphanois.

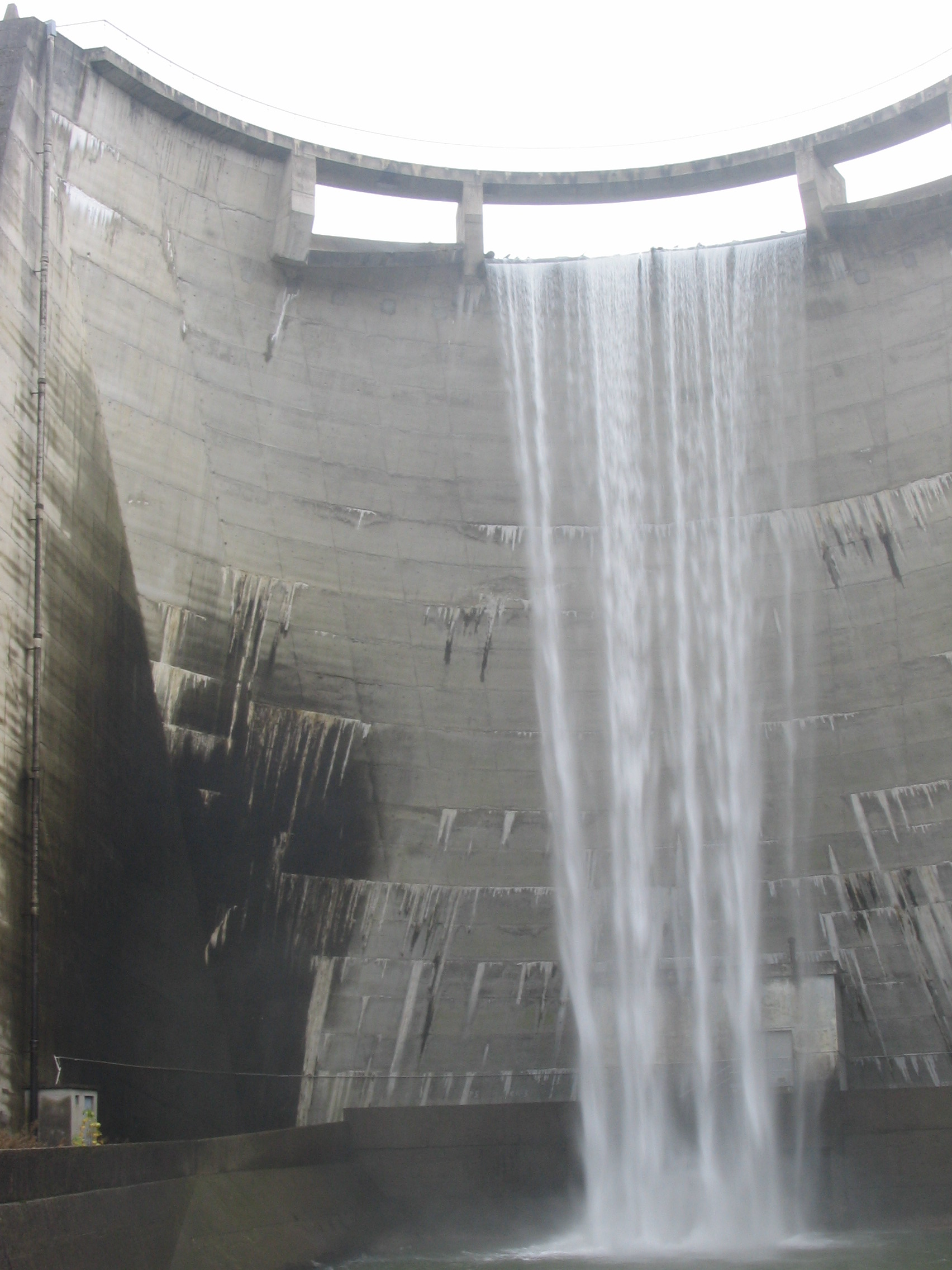
Déversoir du barrage, vu depuis l'aval.

Les quatre voûtes (3 + 2 demi) se dressent à 40 m au-dessus du Gier, et barrent son cours sur plus de 170 m. Cela permet une retenue de 2,6 millions de mètres cubes, qui reçoit les eaux voisines du Ban, au barrage de la Rive.

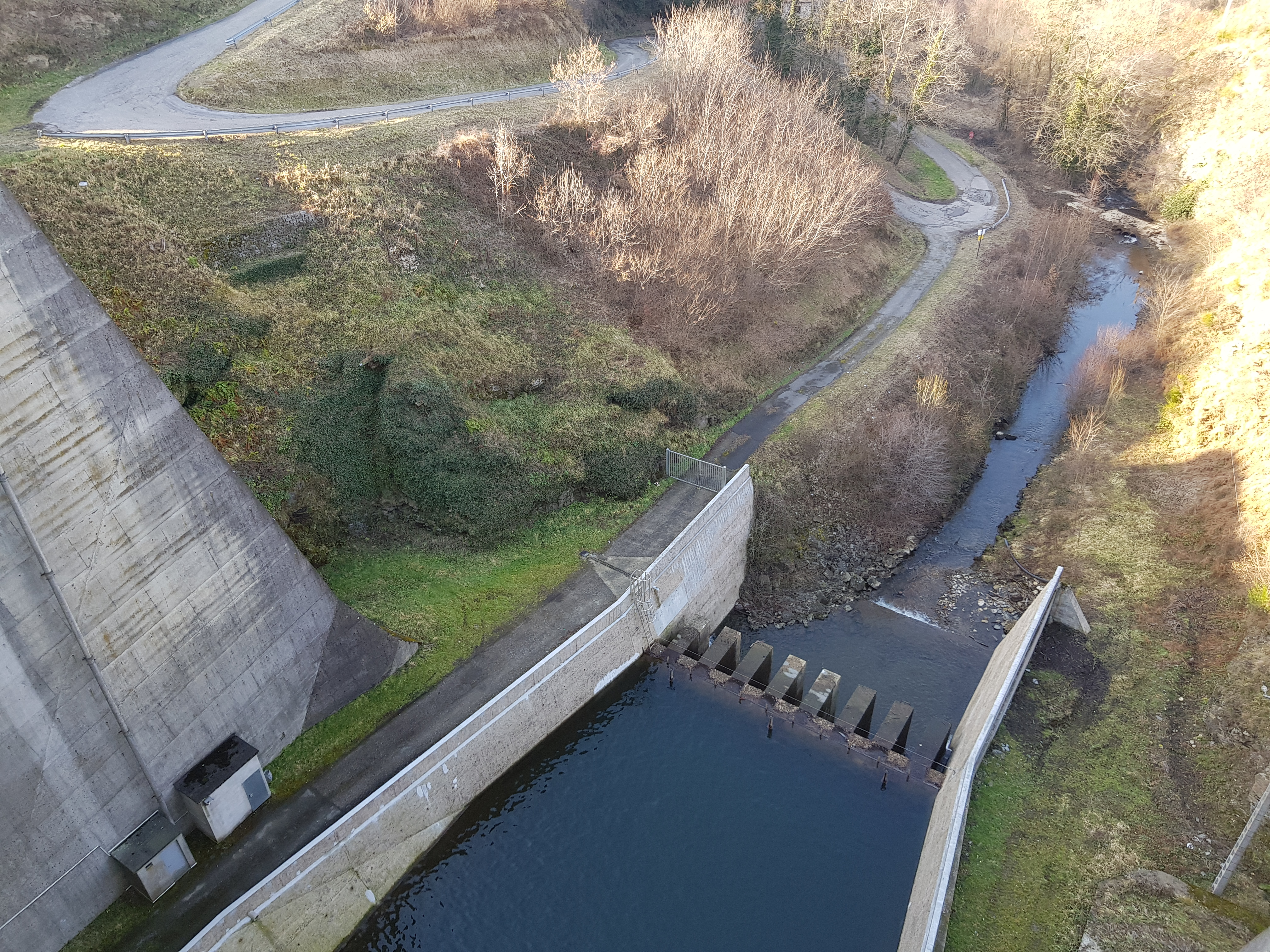
Bassin de dissipation, vu depuis la crête du barrage.

L'accès au complexe se fait par la route de La Valla-en-Gier (route départementale 2). Le barrage de Soulages marque l'entrée, en venant de Saint-Chamond, du Parc naturel régional du Pilat.